# 攀西地区
攀西地区位于中华人民共和国四川省西南部，为东经102°-103°，北纬23°-30°之间纵贯四川云南两省的南北构造带。攀西裂谷贯穿其间。命名来源于该地区代表城市攀枝花市和西昌市，并包含冕宁、德昌、米易，及周边盐边、盐源和喜德等矿产资源富集的县市。该区域具有独特的地质构造特征，并富集矿产和水能资源。
攀西地区有储量巨大的钒钛磁铁矿，2011年攀枝花市储量65亿吨，约占全国铁矿储量的20%，钒储量的63%以上，钛储量的93%。伴生钒矿26873万吨。攀枝花铁矿的朱家包包、兰家火山、尖包包3个区段已建成年产1350万吨钒钛磁铁矿的大型露天矿山。除此之外，还有钪、镓、铬、钴、镍、钼、硫等伴生矿产。

## 地质
攀西地区在大地构造位置上处于冈瓦那大陆与劳亚古陆的过渡段。南邻华南褶皱带，北接松潘—甘孜褶皱带，西接金沙江-哀牢山缝合带，地质史商多次发生泛大陆解体、离移、拼接和镶嵌，亦经历多阶段构造与岩浆过程，造就了该地区异常丰富的矿产资源。